# Arthur Cantillon
Arthur Cantillon, né à Pommerœul (Bernissart) en 1893 et mort à Bruxelles en 1933, est un homme politique et écrivain belge libéral. Il est bourgmestre de Pommerœul entre 1926 et 1932, et lauréat, en 1925, du Prix du Hainaut pour la littérature.

## Biographie

### Enfance et adolescence
Arthur-Adolphe-Joseph Cantillon est né le 31 mai 1893 dans la commune hennuyère de Pommerœul. Son père, Arthur-Hyancinthe, y tenait une fabrique de chaussures assez prospère.
Dès son plus jeune âge, Arthur, très précoce physiquement et intellectuellement, a un grand intérêt pour les lettres. Son oncle, pharmacien libre-penseur qui vivait dans la même rue que lui, joue un rôle important dans son apprentissage, et le guide dans ses premières lectures.
Destiné à la direction de l'usine paternelle, Arthur est inscrit à la section commerciale de l'Athénée de Mons, puis entre en 1907 à la section préparatoire de l'Institut Commercial des Industriels du Hainaut (dit institut Warocqué). Il y mène une vie estudiantine très active, et participe notamment à la rédaction d'une feuille de presse hebdomadaire, Estudiantina, où il fait ses premières armes sous divers pseudonymes.
Membre fondateur du Cercle des Étudiants Socialistes de l'Institut, affilié au Cercle Socialiste Révolutionnaire de Mons, Cantillon — que la politique intéresse beaucoup — participe au lancement de la gazette socialiste L'Exploité. Toutefois, pour des raisons inconnues, il change rapidement d'orientation et passe à la Générale des Étudiants, de tendance libérale. On le retrouve en février 1909 au XIe Congrès National des Étudiants Libéraux, à Bruxelles.

### Débuts dans la vie active
En 1910, à la suite d'une affection mentale qui frappe son père, Cantillon, alors âgé de 17 ans, reprend la direction de l'usine familiale et abandonne ses études. Il ne renonce cependant pas à ses activités littéraires. À la Taverne des Chevaliers de Mons, où se réunissent des intellectuels plutôt socialistes, il participe à de nombreux débats et s'occupe du Cercle Tétralogique d'inspiration wagnérienne. Il publie à compte d'auteur la plaquette Cantilènes (1910, sous le pseudonyme de Gautier d'Arnoy), puis un Essai sur les symboles de la tétralogie wagnérienne (1911). Il cofonde et dirige la revue dite d'avant-garde Flamberge, et s'occupe de la maison d'édition qui lui est associée.

### Première Guerre mondiale
Durant la Première Guerre mondiale, Cantillon, pour des raisons de santé ne prend pas part aux combats. Il se consacre par contre activement à des œuvres de charité, dont les services de ravitaillement de Pommerœul, qu'il dirige à partir de 1917.
Après la libération, Cantillon se consacre davantage aux lettres. Il publie deux recueils de contes, Yvette Bohr et autres récit (1919) et Propos et fantaisies (1923), ainsi que des poésies. Mais c'est au théâtre qu'il se consacre le plus. Depuis plusieurs années déjà, Cantillon dirigeait le Cercle dramatique Saint-Éloi, à Pommerœul. En 1918, il écrit une adaptation non jouée du Père Goriot, et, en 1922, publie Robinson, son plus grand succès. Avec Blanche Rousseau, il écrit et monte l'année suivante une féerie enfantine : La nuit de mai. En 1925, il reçoit le Prix du Hainaut pour la littérature, en récompense des nombreux efforts fournis pour la promotion des lettres dans sa région.
Cantillon, au sortir de la guerre, entame également une carrière politique. En 1921, il fait campagne auprès de ses amis libéraux Paul-Emile Janson, Paul-Henri Jouret et Georges Heupgen dans des communes de l'arrondissement d'Ath. En 1926, il est reçu au Conseil provincial, et, l'année d'après, est élu bourgmestre de Pommerœul. Il occupe cette fonction jusqu'en 1932 lorsque, ayant déménagé à Bruxelles pour des raisons professionnelles, il décide de ne pas se représenter aux élections.
En 1928, en effet, l'entreprise familiale, dont Cantillon était toujours le directeur, fait faillite. L'arrivée de la concurrence étrangère sur le marché, à la suite de la guerre, l'avait contraint à renouveler une partie des machines de l'usine, ce qui l'endette. Après différentes tentatives pour sauver le patrimoine familial, il est finalement obligé de vendre le bâtiment, la maison familiale et tout le matériel.

### Transfert à Bruxelles
D'abord peiné, Cantillon fait de cet événement une opportunité. En 1929, son ami Lucien Christophe lui trouve un poste de rédacteur artistique et littéraire au journal L'Indépendance belge. Quoiqu'il aie déjà plusieurs fois signé des articles dans différents journaux, Cantillon se voit ainsi pour la première fois promu au rang de journaliste professionnel. Il quitta alors Pommerœul pour Bruxelles, où il loue un petit garni à Ixelles.
Bien que L'Indépendance belge exige un investissement journalistique important, Cantillon semble l'accomplir de façon enthousiaste. Ses activités littéraires se multiplient. Il s'occupe de divers cercles dramatiques, et fonde, en octobre 1929, le Théâtre des Deux-Roses, qu'il codirige avec Maurice Tumerelle. Il tâche d'y mettre en pratique les conseils qu'il avait réunis dans son Petit traité de théâtre populaire paru l'année d'avant.
Au cours de cette même année, Cantillon publie deux poèmes, Du fond des abîmes et Sourires devant l'absolu, que l'on peut considérer comme son testament poétique, synthèse de toute la pensée de ses œuvres précédentes. En 1932, sa pièce Robinson (publiée six ans plus tôt), s'impose au concours international des cercles amateurs de Vichy. Pour l'occasion, Cantillon fait le déplacement.

### Une mort précoce
La santé de Cantillon, depuis quelques années, n'est pas bonne. Quoique secondé par sa plus jeune sœur, qui était venue habiter avec lui, il est submergé d'activités, et se tue au travail. Il était notamment membre du Conseil supérieur de l'Éducation populaire, membre du Jury des Tournois de la Commission des Loisirs du Travailleur, de celui de la Fédération nationale des Cercles dramatiques de Langue française et collaborateur de l'Institut national de radiodiffusion. Son état de santé empire, sans qu'il y fasse attention.
En janvier 1933, lors d'une répétition avec un cercle dramatique dans un local glacé, Cantillon contracte la bronchite dont il meurt le 8 mars de la même année, dans une clinique d'Etterbeek. À en croire le personnel de l'hôpital, il est d'une rare tranquillité face à la mort. Ses obsèques civiles ont lieu dans son village natal. Trois ans plus tard, ses amis élèvent un mémorial en son honneur, œuvre du sculpteur Gustave Jacobs.

## L'engagement

### L'engagement politique et l'action sociale
« [...] pour Cantillon, la responsabilité sociale des individus était le problème le plus important, le plus urgent. S'il se laissa tenter par la politique active, s'il accueillit avec joie sa nomination de bourgmestre de sa commune c'est qu'il espérait pouvoir rendre service à la cité, être utile à ses semblables, surtout aux plus déshérités. »
C'est en 1909 que Cantillon, âgé de dix-sept ans, commence à manifester son intérêt pour la politique. Il se tourna alors vers le socialisme. En octobre, à la suite de la mise à mort de Francisco Ferrer, il publie avec deux amis une circulaire conviant la population montoise à une manifestation, où Léon Legavre, Victor Maistriau et Léon Furnémont prennent la parole. Un cortège a lieu, au cours duquel Cantillon et ses amis se manifestent bruyamment, puisque, selon Raymond Renard, ils passèrent la nuit au poste.
Toujours en 1909, Cantillon fonde le Cercle des Étudiants Socialistes de l'Institut, s'affilie au "Cercle Socialiste Révolutionnaire" de Mons, et participe au lancement de la gazette socialiste L'Exploité.
Cantillon change ensuite de cap, et passe à la Générale des Étudiants, de tendance libérale. En février 1909, il fut présent au XIe Congrès National des Étudiants Libéraux, à Bruxelles.
Durant la Première Guerre mondiale, la plupart des industries ayant fermé, faute de matières premières, la préoccupation principale des habitants était de se nourrir. Cantillon leur vient ainsi en aide. Il semble d'ailleurs avoir pris la tâche à cœur, comme le montre une lettre adressée à son ami M. Ermel, le 27 septembre 1917: « Je te remercie d'avoir pensé à moi au sujet aliments et valeur nutritives [sic]. C'est une question très intéressante en ce moment, et la brochure dont tu me parles viendra à point. Je suis un des chefs soupiers du village. On ne mettra pas un kilo de fèves dans la marmite sans me demander mon avis. Me voilà passé Kaiser de la poële. C'est un titre. »
Cantillon fait sa première campagne politique en 1921. Il prononça plusieurs discours. Quatre ans plus tard, en 1925, il figure sur la liste provinciale du Hainaut, mais ne fut pas élu.
Il a plus de chance l'année d'après. En octobre 1926, il devint conseiller communal à Pommerœul, avec le plus grand nombre de votes de préférence jamais atteint dans sa commune. Il est ensuite appelé par le Roi aux fonctions de Bourgmestre le 18 janvier 1927. Son score pourrait sembler un élément anecdotique, mais il faut rappeler que, dans l'entre-deux-guerres, le parti libéral faisait généralement de faibles résultats électoraux. Le P.O.B., notamment, voyait son influence augmenter, surtout dans le Hainaut. Pour les élections législatives de 1921, les listes socialistes obtinrent à Mons 62,88 % des voix, et les élus socialistes formèrent le groupe le plus important de la province. Se faire élire en tant que membre du parti libéral et, qui plus est, avec un score historique, est preuve, sans doute, de la confiance que Cantillon inspirait à ses concitoyens.
En tant que bourgmestre, il projeta de réaliser de nombreux projets sociaux, dont la construction d'écoles, l'amélioration de la distribution de l'eau, l'aménagement des chemins de fer vicinaux, etc. Il ne put malheureusement pas tous les accomplir. Les questions d'urbanisme et d'enseignement lui tinrent particulièrement à cœur.

### L'engagement en littérature
Cantillon n'écrivit jamais de pamphlets, de satires ou de textes directement engagés. Même en tant que journaliste, il occupa des fonctions qui ne lui demandèrent jamais de véritables positionnements socio-politiques. Au sein de L'Horizon, par exemple, il tenait la rubrique du folklore, et, à L'Indépendance belge, était rédacteur artistique et littéraire. De même, sa revue Flamberge se disait apolitique.
Les écrits strictement littéraires de Cantillon ne sont, eux non plus, jamais directement engagés. Leur cadre est généralement situé dans un passé lointain idéalisé, dans un lieu exotique et/ou isolé, ou encore dans un imaginaire mythique. Les œuvres placées dans le monde contemporain sont, quant à elles, souvent coupées de tout contexte socio-politique. Pourtant, les occasions ne manquèrent pas, pour Cantillon, de prendre position. Il vécut, entre autres, la Révolution d'octobre 1917, l'accession de Mussolini au pouvoir en 1922, la montée des fascismes, la crise économique de 1929, etc.
D'une manière générale, on ne peut pas dire que Cantillon prenne de véritables responsabilités par rapport à l'histoire et la politique. C'est pourquoi nous le rapprochons du courant de la littérature dite de bonne volonté, théorisé par Benoît Denis. Ce courant, l'un des plus importants de l'entre-deux-guerres, se caractérise par une prise de position libre de l'écrivain, sans références précises à un parti ou à une doctrine. Il s'est notamment développé en réponse à l'engagement parfois excessif et trop assuré des écrivains communistes, et rassemblera un ensemble de jeunes auteurs autour de la figure tutélaire de Romain Rolland. Voici quelles en sont les principales caractéristiques :
- Le pacifisme ;
- La volonté d'écrire pour le plus grand nombre, et de répandre la culture dans les classes populaires ;
- La participation aux revues ;
- Une tendance à la polygraphie ;
- La pratique du roman-fleuve ;
- Une certaine sympathie pour la révolution soviétique.

Deux précisions sont à faire dans le cas de Cantillon. Premièrement, il ne manifestait pas de sympathie pour la révolution soviétique, quoiqu'il fût un temps socialiste dans son adolescence. Deuxièmement, il ne s'illustra jamais dans le roman-fleuve.
Il remplit par contre tous les autres critères. Pacifiste, il condamna non seulement la Première Guerre mondiale, mais également la guerre en général. Il était polygraphe et collabora à de nombreuses revues. Enfin, il privilégia toujours des genres populaires et accessibles, afin d'accomplir la mission qu'il s'assignait en tant qu'écrivain : éduquer ses contemporains.

## Reconnaissance en tant qu'écrivain
C'est en tant que dramaturge que Cantillon obtient le plus de succès. Sa pièce Pierrot devant les sept portes (1924) est traduite en anglais par Herman Ould et en italien par Graziella Pescatori. Robinson est également traduit par Pascatori en italien, et par Achille Vaghenas en grec. Avec cette pièce, le Cercle Saint-Eloi remporte le Concours d'art dramatique de Leuze en 1924 (93 % des points). Le texte est réédité à Mons l'année d'après par La Province, puis s'impose au concours de Vichy en 1932.

## Hommages et distinctions
En 1925, Cantillon reçoit le Prix du Hainaut pour la littérature, en récompense de son activité littéraire et des efforts qu'il fournit pour promouvoir les lettres dans sa région. 
À sa mort, Le Thyrse lui consacre un numéro spécial, et les journaux La Province et La Société Nouvelle deux articles en premières pages. Ses amis forment le Comité Arthur Cantillon, qui réunit l'argent nécessaire à l'élévation d'un mémorial, œuvre du sculpteur Gustave Jacobs, dont l'inauguration a lieu le dimanche 19 juillet 1936 dans le parc du Waux-hall (Mons). 
La commune de Pommerœul lui érige un monument à l'occasion du 25e anniversaire de sa mort, en 1958. La même année, Robert Van Nuffel lui rend un dernier hommage dans Le Thyrse. Enfin, Jean Absil met en musique cinq de ses poèmes.
Cantillon a surtout marqué ses contemporains par son extrême gentillesse. Ses biographes ont unanimement reconnu les nombreux défauts de son œuvre.  